# マイク・ドノバン
マイク・ドノバン（Mike Donovan、1847年9月27日 - 1918年3月24日）は、アメリカ合衆国出身の元拳闘家、プロボクサー。19世紀末、ベアナックル時代における第3代世界ミドル級チャンピオンとされる。通称・プロフェッサー（The Professor）。名レフェリーとして知られたアーサー・ドノバンの父親である。

## 来歴
19世紀末、ベアナックル時代後期からグローブ時代への過渡期に無敵の強さを誇った拳豪。C・W・マッカレンに勝ってベアナックルによる全米ミドル級王者と認められた後、1881年、ジョージ・ルークを4回でストップし、ベアナックル時代における第3代世界ミドル級王者と認められたとされる。
一般にグローブ時代における初代世界ミドル級王者はジャック・デンプシーとされているが、このドノバンとルークとの試合も薄手のグローブを用いて行われており、リングマガジン編集長であったナット・フライシャーは、勝者ドノバンをグローブ時代における同級初代王者としている。